# هولي هاين
هولي هاين (بالإنجليزية: Holly Hein)‏ (1 أكتوبر 1991 في الولايات المتحدة - ) هي لاعبة كرة قدم أمريكية في مركز الدفاع. لعبت مع سياتل رين وهيوستن داش وÅland United ‏.

## وصلات خارجية
- هولي هاين على موقع قاعدة بيانات كرة القدم.إي يو (الإنجليزية)
- هولي هاين على موقع Soccerway.com (الإنجليزية)